# Emily Carey
Emily Joanna Carey (North London, 30 aprile 2003) è un'attrice britannica.
Ha iniziato la sua carriera come attrice bambina sul palcoscenico e nella soap opera della BBC One Casualty e per il ruolo della giovane Alicent Hightower nella serie fantasy della HBO House of the Dragon.

## Biografia
Carey è nata nel quartier londinese di Barnet. La sua famiglia è nell'industria del teatro. Quando Carey aveva tre anni, aiutava sua nonna, che lavorava supervisore nel guardaroba del West End, ad accoppiare i calzini nel backstage.
È stata scoperta da un agente quando aveva otto anni. È stata invitata da Michael Xavier, che ha incontrato tramite The Sound of Music, a prendere lezioni di recitazione nel fine settimana al suo MX Masterclass, di cui ora è una patron.
Carey ha fatto il suo debutto cinematografico nei panni della giovane Diana Prince nel film Wonder Woman del DC Universe del 2017. Nel 2018 ha ricoperto il ruolo della giovane Lara Croft nel reboot di Tomb Raider.
Nel luglio 2021, è stato annunciato che Carey era stata scelta per il ruolo della giovane Alicent Hightower (in seguito interpretata da Olivia Cooke) nella serie fantasy della HBO del 2022 House of the Dragon, un prequel de Il Trono di Spade.. Nel 2024 recita nel ruolo della protagonista Harriett Manners nella serie tv Netflix Geek Girl, tratta dal romanzo del 2013 della scrittrice britannica Holly Smale.

## Filmografia

### Attrice

#### Cinema
- Wonder Woman, regia di Patty Jenkins (2017)
- Tomb Raider, regia di  Roar Uthaug (2018)
- Anastasia, regia di Blake Harris (2020)
- The Lost Girls, regia di Livia De Paolis (2022)

#### Televisione
- Casualty – serie TV, 40 episodi (2014-2021)
- Houdini and Doyle – miniserie TV, 6 puntate (2016)
- Turn Up Charlie –  serie TV, episodio 1x03 (2019)
- Get Even – serie TV, 9 episodi (2020)
- House of the Dragon – serie TV, 5 episodi (2022)
- Geek Girl – serie TV, 10 episodi (2024)

### Doppiatrice
- Anna Frank e il diario segreto (Where is Anne Frank), regia di Ari Folman (2021)
- Monster Family, regia di Holger Tappe (2021)
- Xenoblade Chronicles 3 (2022) - videogioco
- The Witcher: Le sirene degli abissi (The Witcher: Sirens of the Deep), regia di Kang Hei Chul (2024)

## Doppiatrici italiane
Nelle versioni in italiano delle opere in cui ha recitato, Emily Carey è stata doppiata da:
- Vittoria Bartolomei in Tomb Rider[6]
- Luna Iansante in Anna Frank e il diario segreto[7]
- Monica Volpe in House of the Dragon[8]
- Margherita De Risi in Il fantasma di Canterville
- Roisin Nicosia in Geek Girl